# Khristian Boyd
Khristian Boyd (Kansas City, 23 febbraio 2000) è un giocatore di football americano statunitense che milita nel ruolo di defensive tackle per i New Orleans Saints della National Football League (NFL).

## Carriera universitaria
Boyd al college giocò a football alla University of Northern Iowa dal 2018 al 2023. Complessivamente disputò 49 partite, con 149 tackle e 10,5 sack. Dopo la stagione 2023 decise di passare tra i professionisti.

## Carriera professionistica

### New Orleans Saints
Boyd fu scelto nel corso del sesto giro (199º assoluto) del Draft NFL 2024 dai New Orleans Saints. Debuttò come professionista subentrando nella gara del primo turno contro i Carolina Panthers mettendo a segno un placcaggio.